# شپورنیتس
شپورنیتس (به آلمانی: Spornitz) یک شهر در آلمان است که در لودویگسلوست-پارشیم واقع شده‌است. شپورنیتس ۱٬۴۷۹ نفر جمعیت دارد.